# ペテシュバトゥン湖
ペテシュバトゥン湖（Lago Petexbatún、Laguna Petexbatún）は、グアテマラ共和国ペテン県南部の基礎自治体サヤスチェにある小ぶりな湖である。湖は、同名の川（Río Petexbatún）を通って、パシオン川に注ぎ込んでいる。
考古学者たちは、ペテシュバトゥン湖周辺に位置する古典期マヤ文明の都市グループを、Petexbatún State（ペテシュバトゥン国）と名づけた。ペテシュバトゥン湖周辺のドス・ピラス、アグアテカ、タマリンディート、アロヨ・デ・ピエドラ、プンタ・デ・チミノに加えて、ドス・ピラスの勢力圏内であったパシオン川流域のセイバル、イツァン、カンクェン、ナシミエントを含んでいる。
古典期マヤ文明の崩壊は中部低地の南から北へと伝播していったが、この地域はその最初期に放棄された。その後の時代の石碑の様式によると、プトゥン・マヤか、トルテカに関係する集団によって占拠されたと考えられている。ペテシュバトゥンの崩壊を引き起こした侵入者は、古典期マヤの勢力ではないという見解で、専門家たちは一致している。この地域における考古学的な発見は、古典期マヤ文明の崩壊について多くの情報をもたらした。